# Pukinin
Pukinin est une localité polonaise de la gmina et du powiat de Rawa Mazowiecka en voïvodie de Łódź.